# Macieira (Sernancelhe)
Macieira is een plaats (freguesia) in de Portugese gemeente Sernancelhe en telt 117 inwoners (2001).